# 异叶泽兰
异叶泽兰（学名：Eupatorium heterophyllum）为菊科泽兰属的植物.其种加词“heterophyllum”意为“异叶的”。中国特有植物。分布在中国大陆的西藏、四川、贵州、云南等地，生长于海拔1,700米至3,000米的地区，多生于草地、山坡林下、林缘以及河谷中，目前尚未由人工引种栽培。

## 别名
红梗草（滇南本草）、红升麻（云南）

## 异名
- Eupatorium cannabinum subsp. asiaticum L.
- Eupatorium mairei H.Lév.
- Eupatorium mairei var. heterophyllum (DC.) Karthik. & Moorthy
- Eupatorium wallichii subsp. heterophyllum (DC.) Diels